# جهاد رماني
جهاد رماني لاعب كرة قدم سعودي ، يلعب في الظهير الأيسر.

## مسيرةاللاعب
مثل نادي الصقور و الحزم
و نادي الدرع و خاض تجربة إحترافية أخرى مع نادي ليغانيس س الإسباني و لعب بعدها مع نادي النهضة.